# Каперсовые
Каперсовые (лат. Capparaceae) — семейство двудольных растений.

## Ботаническое описание
Однолетние или многолетние травы.
Листья с железистым опушением или без него, простые, реже тройчатые, с шиповидными прилистниками.
Цветки правильные. Чашечка из четырёх, редко неравных листочков; венчик также из четырёх долей. Тычинок четыре или шесть, свободных, очень редко сросшихся основаниями нитей вокруг ножки завязи (гинофора), или же тычинки свободные в очень большом числе; завязь сидячая или на ножке (гинофоре), иногда значительно удлиняющейся при плодах.
Плод — многосемянная коробочка, стручковидная, реже вздутая или же мясистая, ягодообразная из нескольких плодолистиков.
| |  |  |  |
| Цветки различных видов (слева направо): Boscia albitrunca. Crateva religiosa. Maerua cafra. Steriphoma cleomoides |  |  |  |

## Роды
В семейство включают 32 рода и около 449 видов.
- Anisocapparis Cornejo & Iltis
- Apophyllum F.Muell.
- Bachmannia Pax
- Belencita H.Karst.
- Borthwickia W.W.Sm.
- Boscia Lam. ex J.St.-Hil. — Босция
- Buchholzia Engl.
- Cadaba Forssk.
- Calanthea (DC.) Miers
- Capparicordis Iltis & Cornejo
- Capparidastrum Hutch.
- Capparis L. — Каперсы
- Cladostemon A.Braun & Vatke
- Colicodendron Mart.
- Crateva L. — Кратева
- Cynophalla J.Presl
- Dhofaria A.G.Mill.
- Dipterygium Decne.
- Euadenia Oliv.
- Maerua Forssk.
- Mesocapparis (Eichler) Cornejo & Iltis
- Monilicarpa Cornejo & Iltis
- Morisonia L.
- Neocalyptrocalyx Hutch.
- Neothorelia Gagnep.
- Poilanedora Gagnep.
- Puccionia Chiov.
- Quadrella J.Presl
- Ritchiea R.Br. ex G.Don
- Sarcotoxicum Cornejo & Iltis
- Steriphoma Spreng.
- Thilachium Lour.